# Abortive Gasp
Abortive Gasp – electro-industrialny zespół muzyczny założony przez wokalistę Tima Paala i kompozytora Harry’ego Luehra w 1988 roku w Hamburgu. Często wspierali ich różni muzycy gościnni.

## Historia
W scenach electronic body music i muzyki niezależnej duet charakteryzował się dużym stopniem improwizacji oraz wczesnym użyciem Dub. Zespół był oceniany pozytywnie 
przez dziennikarzy muzycznych, takich jak Brian Duguid. Niektóre z ich utworów, takie jak „Church is Empty” i „Psychgod”, były odtwarzane w niektórych stacjach radiowych w Stanach Zjednoczonych, Belgii i Australii.
W ostatnim okresie istnienia zespół grał jako suport dla zespołu Borghesia, z którymi estetycznie mocno kontrastowali. Abortive Gasp rozpadł się w grudniu 1989 roku, poświęcono mu krótki dokument w 2021 roku.

## Dyskografia

### Albumy
- To Have The Second Crack (1988) samodzielnie dystrybuowana taśma
- Raw Scent (1989) samodzielnie dystrybuowana taśma
- Bullfrog (1989) Alternate Media Tapes
- A Fridge Fulla Bribes (1989) Harsh Reality Music[4]